# Abul Fashafish
Abul Fashafish (tiếng Ả Rập: أبو الفشافيش) là một ngôi làng Syria nằm ở phó huyện Uqayribat thuộc huyện Salamiyah, Hama. Theo Cục Thống kê Trung ương Syria (CBS), Abul Fashafish có dân số 480 người trong cuộc điều tra dân số năm 2004.